# 岐阜県中山間農業研究所
岐阜県中山間農業研究所（ぎふけんちゅうさんかんのうぎょうけんきゅうじょ）とは、岐阜県飛騨市にある、岐阜県が設置する公設試験研究機関である。

## 概要
- 岐阜県の中山間地域（概ね、中濃、東濃、飛騨の標高300～1300mの地域）の農業に関する岐阜県の公設研究機関であり、中山間地農業を維持、発展。農家のための研究開発や技術支援を行っている。
- 本所は飛騨市にあり、中津川市に中津川支所がある。本所は飛騨地域の農産物（トマト、ホウレンソウ、花、エゴマ、モモなど）栽培技術、品種開発などを、中津川支所は東濃地域の農産物（トマト、ナス、クリ、シクラメンなど）の栽培技術、品種開発などを行っている。また、高山市に果樹園がある。

## 組織構成
- 本所
  - 作物・果実部
  - 施設園芸部
- 中津川支所

## 沿革
- 1923年（大正12年） - 吉城郡古川町（現・飛騨市）に岐阜県農事試験場分場を設立。
- 1936年（昭和11年） -
  - 岐阜県農事試験場分場が岐阜県立農事試験場飛騨分場に改称。
  - 恵那郡中津町駒場（現・中津川市）に岐阜県農事試験場東濃分場を設立。
- 1960年（昭和35年） - 東濃分場が岐阜県農業センターに昇格し、中津川市茄子川に移転。
- 1966年（昭和41年） - 飛騨分場が岐阜県高冷地農業試験場に昇格。
- 1974年（昭和49年） -
  - 岐阜県農業センターが岐阜県中山間地農業試験場に改称し、中津川市千旦林に移転。
  - 吉城郡国府町（現・高山市）に岐阜県高冷地農業試験場果樹園を設置。
- 2000年（平成12年） - 岐阜県中山間地農業試験場と岐阜県高冷地農業試験場を統合し、岐阜県中山間農業技術研究所を設立。旧・岐阜県高冷地農業試験場を本所とし、旧・岐阜県中山間地農業試験場は岐阜県中山間農業技術研究所所中津川分室となる。
- 2006年（平成18年） - 岐阜県中山間農業研究所に改称。中津川分室を中津川支所に改称。
- 2018年（平成30年） - 中津川支所が中津川市福岡に移転。

## 住所
- 本所
  - 岐阜県飛騨市古川町是重2丁目6-56
- 中津川支所
  - 岐阜県中津川市福岡1821-175
- 岐阜県中山間農業技術研究所果樹園
  - 岐阜県高山市国府町山本

## 交通アクセス

### 本所
- JR東海高山本線「飛騨古川駅」下車、徒歩約15分。

### 中津川支所
- 中央自動車道中津川ICより車で約20分。

## その他
- 中津川市千旦林の旧中津川支所の跡地は、リニア中央新幹線中部総合車両基地の一部となる。